# Desertovelum heptapotamica
Desertovelum heptapotamica är en tvåvingeart som beskrevs av Fedotova 1982. Desertovelum heptapotamica ingår i släktet Desertovelum och familjen gallmyggor.
Artens utbredningsområde är Kazakstan. Inga underarter finns listade i Catalogue of Life.